# Toulouzette
Toulouzette é uma comuna francesa na região administrativa da Nova Aquitânia, no departamento Landes. Estende-se por uma área de 11,17 km². Em 2010 a comuna tinha 331 habitantes (densidade: 29,6 hab./km²).